# Semo La
Semo La (La oznacza przełęcz w języku tybetańskim) – przełęcz o wysokości 5565 m w Himalajach. Leży w centralnym Tybecie i umożliwia dostęp do regionu Changthang. Leży między wioskami Coqên i Raka. Przełęcz ta używana jest przez turystów chcących dotrzeć do zachodniego Tybetu i szczytu Kajlas. Droga przez przełęcz jest szeroka, gruntowa. Nie ma przepraw przez rzeki. Uczęszczana najczęściej przez ciężarówki oraz podróżujące co tydzień autobusy.
Przy wysokości wynoszącej 5565 m, Semo La prawdopodobnie jest najwyższą przejezdną przełęczą na świecie. Jest najwyższą z tych, które zmierzono dokładnie. Do niedawna przełęcz Khardung La była uważana za najwyższą (wysokość miała wynosić 5602 m), ale po dokładnym zmierzeniu okazało się, że przełęcz ta ma „tylko” 5359 m.
Obecny pomiar (5565 m) został obliczony przez wyprawę katalońską w 2005 r. za pomocą GPS.